# Hrabstwo Loving

Piramida wieku hrabstwa

Hrabstwo Loving – hrabstwo położone w USA, w stanie Teksas. Utworzone 26 lutego 1887 r. Siedzibą hrabstwa i jedyną społecznością jest Mentone. Najmniejsze pod względem ludności hrabstwo Teksasu. W 2023 roku stwierdzono zaledwie 43 mieszkańców (w 2010 było ich 82).
Z gęstością zaludnienia 0,025 os./km² jest 3. najsłabiej zaludnionym hrabstwem Stanów Zjednoczonych, oraz najsłabiej zaludnionym hrabstwem poza Alaską (dane z 2023).

## CDP
- Mentone

## Sąsiednie hrabstwa
- Hrabstwo Lea, Nowy Meksyk (północ)
- Hrabstwo Winkler (wschód)
- Hrabstwo Ward (południowy wschód)
- Hrabstwo Reeves (południowy zachód)
- Hrabstwo Eddy, Nowy Meksyk (północny zachód)